# 敷香北知床岬線
敷香北知床岬線（しすかきたしれとこみさきせん）は、かつて樺太に存在した樺太庁道であり、敷香郡敷香町から散江村北知床岬を結んでいた。

## 概要
- 未開通区間があった。

## 経由地
- 敷香郡敷香町 - 散江村

## 接続道路
- 敷香郡敷香町
  - 敷香内路線
- 敷香郡散江村
  - 遠内北知床岬線